# Barrachois Harbour (Amet Sound)
Barrachois Harbour (do 24 marca 1976 Barachois Harbour) – zatoka (harbour) zatoki Amet Sound w kanadyjskiej prowincji Nowa Szkocja, w hrabstwie Colchester; nazwa Barachois Harbour urzędowo zatwierdzona 5 maja 1945.